# Jacques Choffel
Jacques Choffel, nacido el 14 de diciembre de 1915 en París, donde murió el 8 de enero de 1996, fue un escritor francés especializado en la historia de Bretaña y Normandía.

## Biografía
A los 52 años, Jacques Choffel publicó su primer libro en paralelo a su vida profesional. Tras graduarse en la HEC Paris, nada parecía haberlo preparado para interesarse por la historia de Bretaña, Normandía, Aquitania y Anjou. El mérito es del espíritu ecléctico de Jacques Choffel, que se define con humor: "Soy mitad Sócrates, mitad César Birotteau".
Su nieta, Sandrine Jonchère-Choffel, es también autora de varias novelas.

## Libros
- Le Duc Charles Ier d'Orléans : Chronique d'un prince des fleurs de lys, Paris, Nouvelles Éditions Debresse, 1968, 326 p. (ISBN 978-2-85157-592-0)
- La Guerre de succession de Bretagne, Paris, Éditions Fernand Lanore, 1975, 192 p. (ISBN 978-7-6300-0356-4)
- Le Dernier Duc de Bretagne : François II, Paris, Éditions Fernand Lanore, 1977, 280 p. (ISBN 978-7-6300-0357-1)
- La Bretagne sous l'orage Plantagenêt, Paris, Éditions Fernand Lanore, 1979, 248 p. (ISBN 978-7-6300-0355-7)
- Robert de Normandie : Le duc aux courtes bottes, Paris, Éditions Fernand Lanore, 1981, 239 p. (ISBN 978-7-6300-0354-0)
- Louis VIII le Lion : Roi de France méconnu Roi d'Angleterre ignoré, Paris, Éditions Fernand Lanore, 1983, 224 p. (ISBN 978-7-6300-0506-3)
- Richard Cœur de Lion : ...et l'Angleterre cessa d'être normande, Paris, Éditions Fernand Lanore, 1985, 261 p. (ISBN 978-2-85157-005-5)
- Mais où sont les Normandes d'antan, Paris, Éditions Fernand Lanore, 1988, 219 p. (ISBN 978-2-85157-046-8)
- Richard Sans Peur : Duc de Normandie 932-996, Paris, Éditions Fernand Lanore, 1999, 221 p. (ISBN 978-2-85157-177-9)

## Premios
- 1980 - Laureado con la Académie Française, prix René Petiet por La Bretagne sous l'orage Plantagenêt.[5]